# 朱庚旦
朱庚旦，清朝人，是一名清朝政治人物。
朱庚旦曾于1905年接替郭崇光任奉贤县知县一职，1909年由赵黻鸿接任。